# Liten visa om huruledes livet är kort liksom kärleken
Liten visa om huruledes livet är kort liksom kärleken är en barnsång med text skriven av Astrid Lindgren och med musik av Georg Riedel.

## Inspelningar
En tidig inspelning gjordes med Pernilla Wahlgren, och gavs på skiva 1999.

### Fotnoter
1. ↑  ”Svensk mediedatabas”. http://smdb.kb.se/catalog/id/001521327. Läst 19 maj 2011.